# 宇文広
宇文 広（うぶん こう、生年不詳 - 570年）は、北周の宗室。豳国公。字は乾帰。

## 経歴
宇文導と李氏のあいだの子として生まれた。はじめ永昌郡公に封ぜられた。557年、北周が建国されると、天水郡公に改封された。明帝が即位すると、驃騎大将軍・開府儀同三司の位を受け、秦州刺史として出向した。559年、位は大将軍に進み、梁州総管に転じ、蔡国公に進んだ。561年、入朝して小司寇となった。まもなく本官のまま蒲州に駐屯し、知潼関等六防諸軍事を兼ねた。563年、秦州総管・十三州諸軍事・秦州刺史に任ぜられた。
宇文護の諸子や宇文広の弟たちは限度を越えた奢侈を楽しんだが、宇文広はひとり礼の定めを守り、謙虚に人士を待遇した。あるとき武帝と会食して、食べた瓜が美味だったので、その瓜を進上すると、武帝は喜んだ。
564年、位は柱国に進んだ。宇文護が北周の朝廷で威権をふるうこと久しかったので、宇文広は権力を返上するよう勧めたが、宇文護に聞き入れられなかった。568年、陝州総管に任ぜられたが、病のため辞任した。570年、亡父の宇文導に豳国公の位が追封されると、宇文広はその爵位を嗣いだ。この年の11月、死去した。本官に加えて太保の位を追贈された。隴西に葬られた。諡を文といった。
子の宇文洽が後を嗣いだが、581年に楊堅のために殺害され、封国は除かれた。

## 伝記資料
- 『周書』巻10 列伝第2
- 『北史』巻57 列伝第45